# Papa Honório IV
Honório IV, nascido Giacomo Savelli; (Roma, c. 1210 — Roma, 3 de abril de 1287) foi o 190.º Papa da Igreja Católica de 2 de abril de 1285 até a data de sua morte. Pertencia a uma rica e influente família romana de onde já tinham saído quatro papas: Bento II, Gregório II, Papa Eugênio II e Honório III. Seu pai foi Luca Savelli, que morreu enquanto senador de Roma em 1266. 
Giacomo Savelli estudou na Universidade de Paris onde foi cónego na Catedral de Châlons-sur-Marne. Terminados os estudos, foi reitor honorário da igreja de Berton, Norwich, Inglaterra, país que nunca visitou e posteriormente, em 1261 foi nomeado cardeal da Igreja de Santa Maria de Cosmedim em Roma pelo Papa Urbano IV.
Em 2 de Abril de 1285, é eleito Papa com a idade de 75 anos e profundamente debilitado pela artrite, o que lhe dificultava inclusivamente na celebração da missa.
O seu pontificado ficou marcado pela sua condenação dos movimentos religiosos que atuavam fora do âmbito da Igreja. Excomungou Jaime II, filho de Pedro III por considerar que este tinha usurpado o trono da Sicília.
Morreu em 3 de abril de 1287, dois anos e um dia depois de ter sido eleito Papa. Teve como sucessor o Papa Nicolau IV.
1. ↑  Ingrid Baumgartner, "Savelli," Die grossen Familien Italiens (ed. Volker Reinhardt) (Stuttgart 1992), 480-534.
2. ↑  Luigi Pompili Olivieri, Il senato Romano I (Roma 1886), p. 197.
3. ↑  Augustus Potthast, Regesta pontificum Romanorum II (Berlin 1875), 1795-1796.